# 山永明子
山永 明子（やまなが あきこ、 1957年?/1958年? - ）は、日本の脚本家。1990年代に様々な連続テレビドラマの脚本を手がけた。名は「山永アキコ」とも表記される。
1990年代はじめには、テレビドラマで活躍する若手女性脚本家のひとりとして、神山由美子、北川悦吏子、水橋文美江らとともに注目された。
1990年代を通して各局でテレビドラマの脚本を手がけたが、2000年代には活動がほとんど見られなくなった。2010年には、日本シナリオ作家協会から退会している。

## おもな作品

### テレビドラマ脚本
- 魔法少女ちゅうかなぱいぱい!、フジテレビ、1989年
- 魔法少女ちゅうかないぱねま!、フジテレビ、1989年
- ママってきれい!?、TBS、1991年 - 一部のみ（大石静と分担）
- あの日の僕をさがして、TBS、1992年[2]
- スキャンダル、フジテレビ、1993年
- 真夜中を駆けぬける、朝日放送、1993年 - 原作小説は折原みと
- 100億の男、フジテレビ、1995年 - 原作漫画は国友やすゆき
- スキップ、NHK衛星第2 -  原作小説は北村薫[5][6]
- HTBスペシャルドラマ/君といた街角、HTB、1997年[7]
- 庭師サッちゃん、NHK総合、1998年 - ドラマ新銀河枠の最終作
- デュアル・ライフ〜危険な愛の選択、NHK衛星第2、1999年 -  原作小説は夏樹静子[8][9]
- ドラマ愛の詩/幻のペンフレンド2001、NHK教育、2001年[10]

### 映画脚本
- 東京龍 トーキョードラゴン、1997年 - 信本敬子と共同

### 書籍
- あの日の僕をさがして、TIS、1992年
- スキャンダル vol.1- 3、フジテレビ出版（扶桑社文庫）、1994年